# Liste der Biografien/Frau
Liste der Biografien |
Portal Biografien |
Personensuche
# |
A |
B |
C |
D |
E |
F |
G |
H |
I |
J |
K |
L |
M |
N |
O |
P |
Q |
R |
S |
T |
U |
V |
W |
X |
Y |
Z |
?
 
Fa |
Fe |
Ff |
Fh |
Fi |
Fj |
Fk |
Fl |
Fm |
Fn |
Fo |
Fr |
Ft |
Fu |
Fy
 
Fra |
Frc |
Fre |
Frg |
Fri |
Frk |
Frl |
Fro |
Frr |
Fru |
Fry
 
Fraa |
Frab |
Frac |
Frad |
Frae |
Fraf |
Frag |
Frah |
Frai |
Fraj |
Frak |
Fral |
Fram |
Fran |
Frao |
Frap |
Fraq |
Frar |
Fras |
Frat |
Frau |
Frav |
Fraw |
Fray |
Fraz
Die Liste der Biografien führt alle Personen auf, die in der deutschsprachigen Wikipedia einen Artikel haben. Dieses ist eine Teilliste mit 114 Einträgen von Personen, deren Namen mit den Buchstaben „Frau“ beginnt.

## Frau
- Frau Kraushaar (* 1975), deutsche Künstlerin und Musikerin
- Frau Minne, jüdische Zürcherin
- Frau Stuckhatorin, Stuckateurin
- Frau von Bäckaskog, mesolithische Sammlerin, die vor etwa 9000 Jahren, zur Zeit der Maglemose-Kultur, starb
- Frau von Borremose, Moorleiche
- Frau von Elling, MoorleicheFrau von Elling
- Frau von Haraldskær, Moorleiche
- Frau von Huldremose, Moorleiche
- Frau von Luttra, Moorleiche
- Frau von Meenybraddan, Moorleiche
- Frau von Peiting, Moorleiche

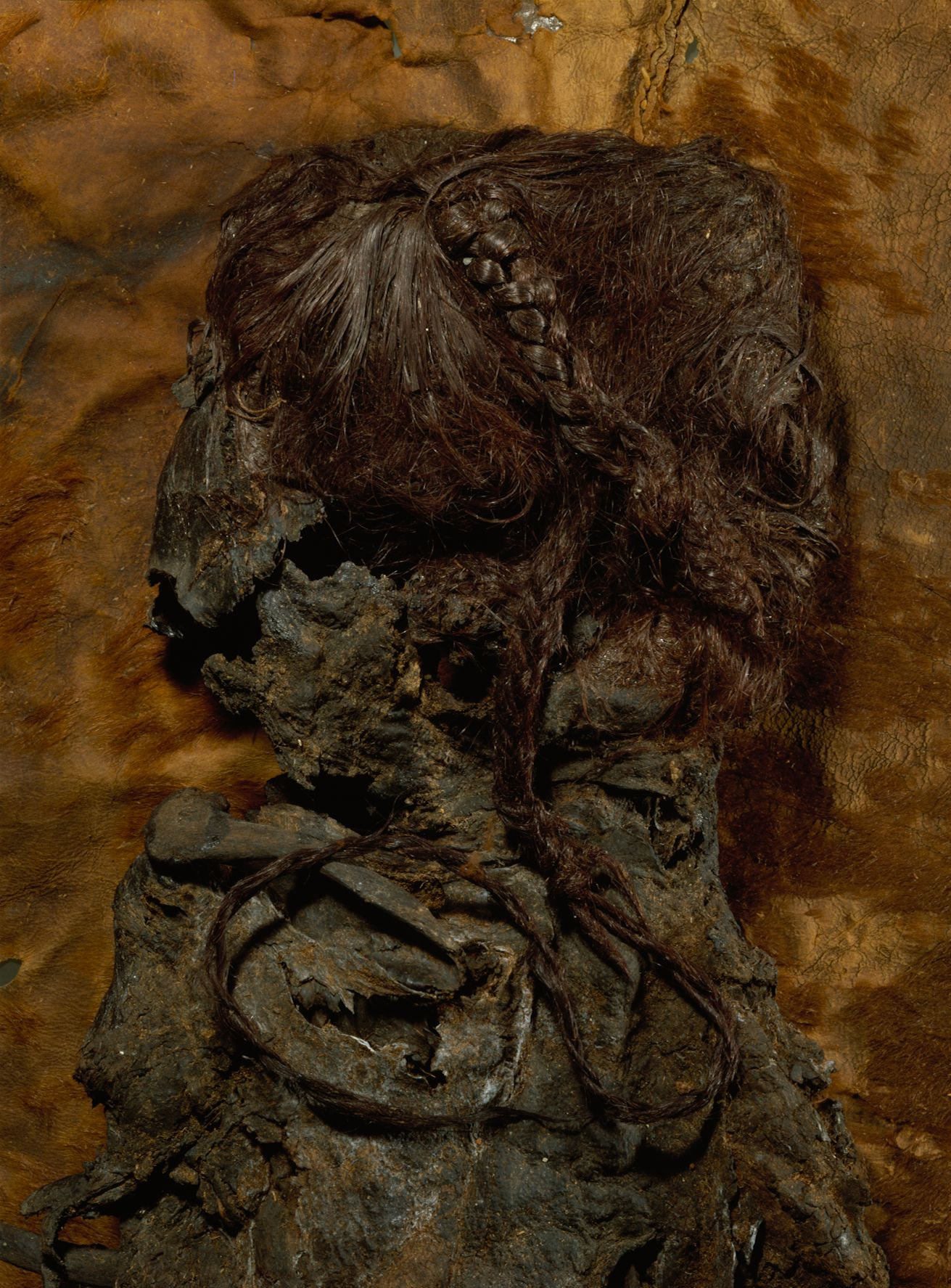
Frau von Elling

- Frau von Skrydstrup, dänische Moorleiche
- Frau von Stidsholt, Moorleiche
- Frau von Zweeloo, Moorleiche
- Frau, Edoardo (* 1980), italienischer Grasskiläufer
- Frau, Maria (* 1930), italienische Filmschauspielerin der 1950er Jahre
- Frau, Patrizio (* 1989), deutsch-italienischer Fußballspieler
- Frau, Pierre-Alain (* 1980), französischer Fußballspieler
- Frau, Raymond (1887–1953), französischer Varieté-Künstler und Filmschauspieler

### Fraub
- Frauberger, Heinrich (1845–1920), deutsch-österreichischer Kunsthistoriker, Kunstgewerbe-Funktionär, Kurator und Museumsleiter
- Frauboes, Dietrich (1918–1980), deutscher Schauspieler und Synchronsprecher
- Frauböse, Max (1892–1966), deutscher Politiker (CDU), MdL

### Frauc
- Frauchiger, Ernst (1903–1975), Schweizer Neurologe
- Frauchiger, René (* 1981), Schweizer Schriftsteller
- Frauchiger, Roland (* 1960), Schweizer Politiker
- Frauchiger, Urs (1936–2023), Schweizer Musiktheoretiker, Autor und Cellist

### Fraue
- Frauenarzt (* 1978), deutscher Untergrund-RapperFrauenarzt (* 1978)

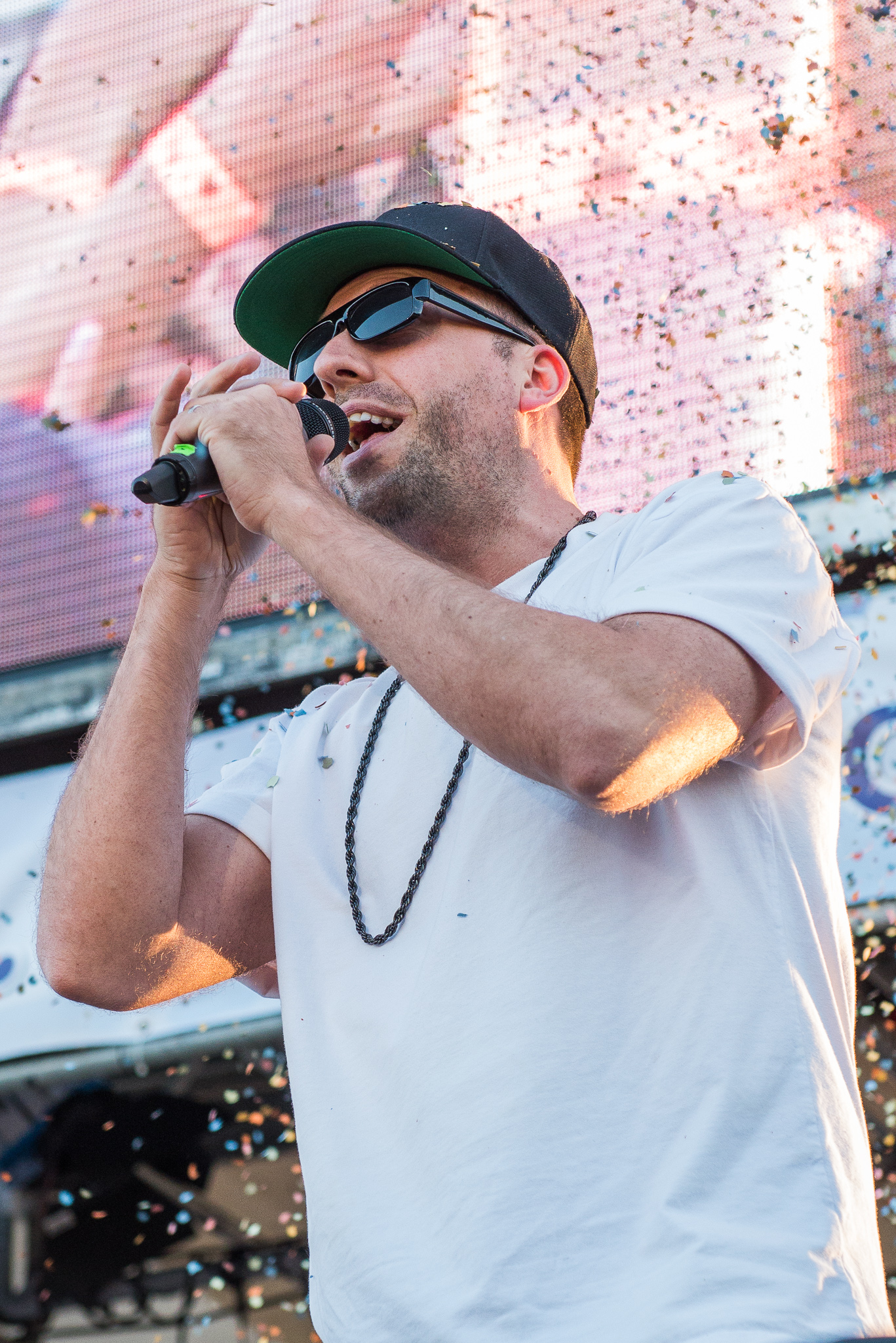
Frauenarzt (* 1978)

- Frauenbad-Maler, attischer Vasenmaler des rotfigurigen Stils
- Frauenberger, Egon L. (1931–2009), deutscher Autor und Musikproduzent
- Frauenberger, Herbert (* 1952), deutscher Koch, Fernsehkoch und Sachbuchautor
- Frauenberger, Michael (1934–2018), deutscher Genealoge, Kommunalpolitiker und Kaufmann
- Frauenberger, Sandra (* 1966), österreichische Politikerin (SPÖ), Landtagsabgeordnete
- Frauenberger, Walter (1908–1958), österreichischer Jurist und BergsteigerWalter Frauenberger (1908–1958)

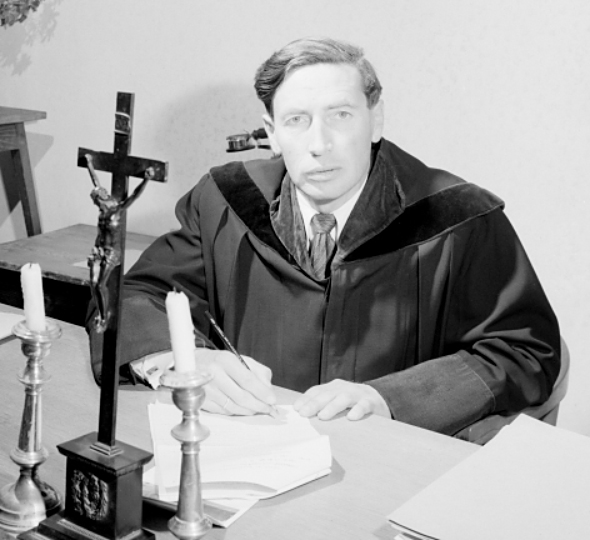
Walter Frauenberger (1908–1958)

- Frauenburg, Johannes († 1495), Schulmeister, Stadtschreiber (Kanzleivorsteher), Ratsherr und Schöffe, Bürgermeister
- Frauendienst, Werner (1901–1966), deutscher Historiker, Archivar, Legationssekretär und Hochschullehrer
- Frauendorf, Brigitte (1937–1949), deutsches Todesopfer der Diktatur in der DDR
- Frauendorf, Karl Lwowitsch von († 1767), kaiserlich russischer Generalmajor und der erste Gouverneur des Gouvernement Irkutsk
- Frauendorf, Melkamu (* 2004), deutscher Fußballspieler
- Frauendorf, Stefan (* 1945), deutscher Physiker
- Frauendorfer, Heinrich von (1855–1921), deutscher Jurist, Eisenbahnfachmann und Politiker
- Frauendorfer, Helmuth (1959–2024), deutscher Schriftsteller und Journalist
- Frauendorfer, Max (1909–1989), deutscher Jurist und SS-Obersturmbannführer
- Frauendorfer, Rudolf (1924–2012), österreichischer Forstwissenschafter
- Frauendorfer-Mühlthaler, Helene von (1853–1933), deutsche Malerin
- Frauendorff, Johann Christoph (1664–1740), deutscher Librettist und Bürgermeister
- Frauenfeld, Alfred (1898–1977), deutscher Politiker (NSDAP), Landtagsabgeordneter, MdR
- Frauenfeld, Georg von (1807–1873), österreichischer Naturforscher und Zoologe
- Frauenfeld, Jürgen (* 1942), deutscher Architekt und Hochschullehrer
- Frauenfeld, Nikolaus von († 1344), Bischof von Konstanz
- Frauenfelder, El (* 1979), Schweizer Malerin
- Frauenfelder, Hans (1922–2022), schweizerisch-US-amerikanischer Physiker
- Frauenfelder, Urs (* 1974), Schweizer Mathematiker
- Frauenfelder, Vreni (1927–2018), Schweizer Entwicklungshelferin und Gründerin der Schaffhauser Afghanistanhilfe
- Frauenheim, Fritz (1912–1969), deutscher Marineoffizier, zuletzt Fregattenkapitän im Zweiten Weltkrieg
- Frauenhoff, Klaus (* 1967), deutscher Soldat
- Frauenholtz, Johann Christoph († 1754), deutscher Komponist, Musiker und Dichter
- Frauenholz, Eugen von (1882–1949), bayerischer Offizier, Historiker
- Frauenholz, Johann Friedrich (1758–1822), deutscher Kunstsammler, Kunsthändler und -verleger in Nürnberg
- Frauenholz, Wilhelm (1833–1888), deutscher Wasserbauingenieur
- Frauenknecht, Alfred (1926–1991), Schweizer Ingenieur und Spion
- Frauenknecht, Ellen (* 1978), deutsche Redakteurin und Moderatorin
- Frauenlob († 1318), mittelhochdeutscher Minnesänger und SangspruchdichterFrauenlob († 1318)

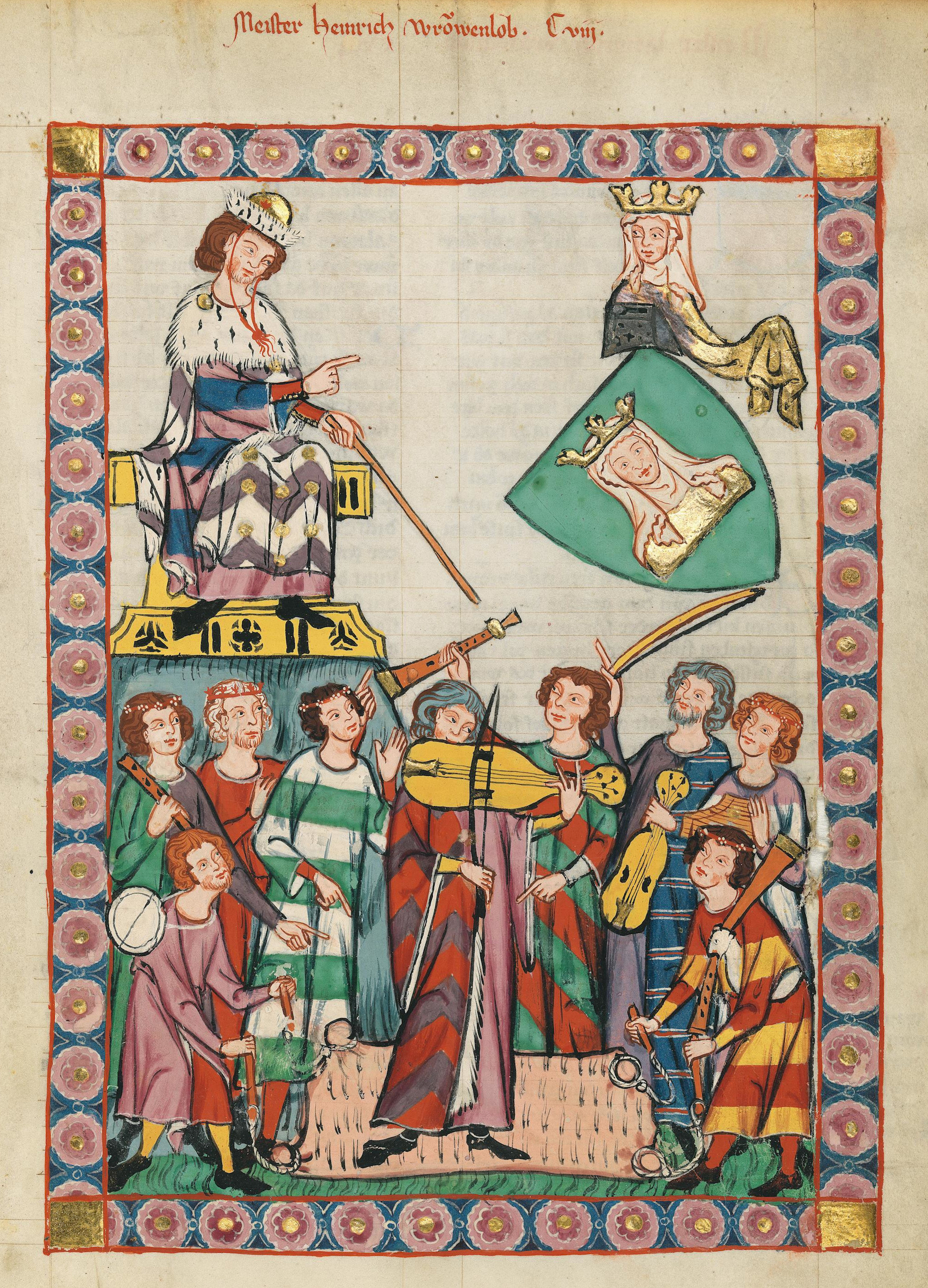
Frauenlob († 1318)

- Frauenlob, Carl Christoph (1708–1781), deutscher Stück-, Roth- und Glockengiesser
- Frauenlob, Franz (1939–2017), österreichischer Boxer
- Frauenlob, Günther (* 1965), deutscher Geograph und Übersetzer
- Frauenlob, Hans (* 1960), neuseeländischer Curler
- Frauenlob, Johann, deutschsprachiger Schriftsteller des Barock
- Frauenlob, Thomas (1756–1822), Glockengießer
- Frauenpreiß, Christoph (* 1984), deutscher Politiker (CDU)
- Frauenrath, Arndt (1940–2015), deutscher Bauunternehmer und Verbandsfunktionär
- Frauenrath, Arnold (* 1929), deutscher Fußballspieler
- Frauenrath, Herbert (1946–2018), deutscher Chemiker und Professor für Organische Chemie
- Frauenrath, Hildegard (* 1957), deutsche Fußballspielerin
- Frauenschuh, Armin (* 1973), österreichischer ehemaliger Tänzer und jetziger Tanzpädagoge und Ballettmeister
- Frauenstädt, Julius (1813–1879), Dichter und Philosoph
- Frauer, Ferdinand (1878–1953), württembergischer Oberamtmann

### Fraui
- Fraui, Schweizer Dialektmusiker

### Fraul
- Fräulein Laut, österreichische Sängerin
- Frauli, Carola (1920–2017), deutsche Diskothekenbesitzerin
- Fraulo, Oscar (* 2003), dänischer FußballspielerOscar Fraulo (* 2003)

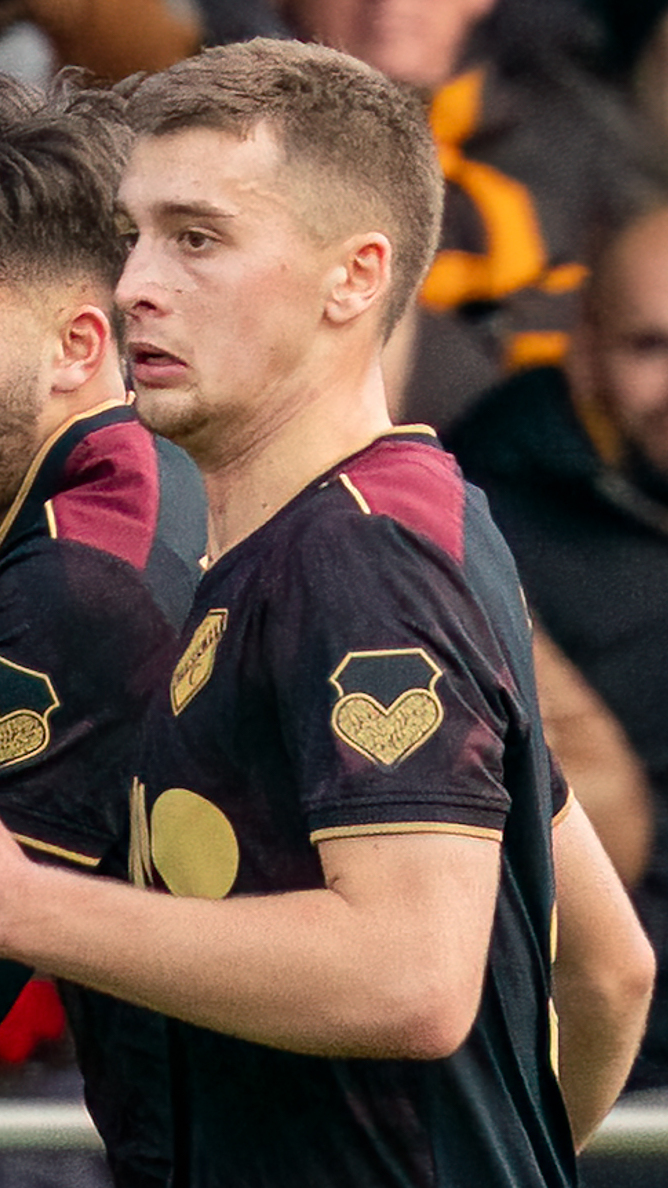
Oscar Fraulo (* 2003)

### Fraum
- Fraumeni, Barbara (* 1949), US-amerikanische Wirtschaftswissenschaftlerin und Ruderin
- Fraumeni, Joseph F. (* 1933), US-amerikanischer Krebsforscher und Epidemiologe

### Fraun
- Fraunberg, Joseph Maria von (1768–1842), Bischof von Augsburg und Erzbischof von Bamberg
- Fraundorf, Klaus (* 1939), deutscher Fußballspieler
- Fraundorffer, Philipp (1663–1702), mährischer Arzt und Mitglied der „Leopoldina“
- Frauneder, Edi, österreichischer Koch
- Frauneder, Herta (1912–1999), österreichische Architektin
- Fraungruber, Hans (1863–1933), österreichischer Dichter
- Fraunheim, Angela (* 1964), deutsche Tischtennisspielerin
- Fraunhofen, Carl August von (1794–1865), deutscher Jurist und Reichsrat
- Fraunhofer, Joseph von (1787–1826), deutscher Optiker und PhysikerJoseph von Fraunhofer (1787–1826)

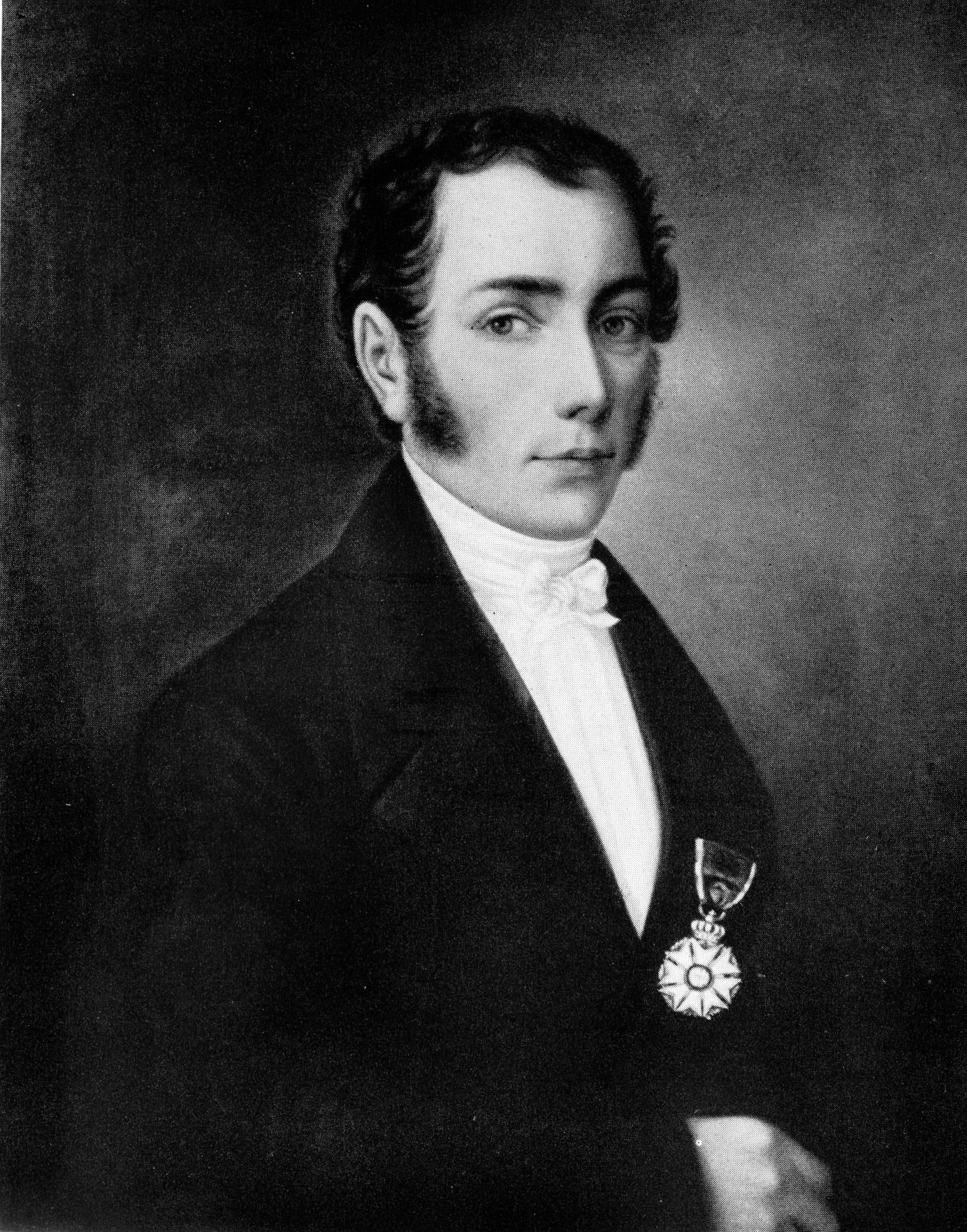
Joseph von Fraunhofer (1787–1826)

- Fraunhofer, Ludwig (1928–1953), deutscher Landwirt, Todesopfer an der Sektorengrenze in Berlin vor dem Bau der Berliner Mauer
- Fraunié, Guy (* 1949), französischer Fußballspieler
- Fraunschiel, Andrea (1955–2019), burgenländische Politikerin (ÖVP), Landtagsabgeordnete und Bürgermeisterin, Mitglied des Bundesrates
- Fraunschiel, Melanie (* 1985), österreichische Sportlerin

### Fraus
- Frauscher, Alfred (* 1954), österreichischer Politiker (ÖVP), Landtagsabgeordneter
- Frauscher, Armin (* 1994), österreichischer Rennrodler
- Frauscher, Helmut (1934–1994), österreichischer Politiker (ÖVP), Abgeordneter zum Nationalrat und Mitglied des Bundesrates
- Frauscher, Karl (1852–1914), österreichischer Lehrer und Paläontologe
- Frauscher, Moritz (1859–1916), österreichischer Sänger
- Frausing Pedersen, Nina (* 1991), dänische Fußballspielerin
- Fraustadt, Albert (1808–1883), deutscher evangelischer Theologe und Autor
- Fraustadt, Friedrich August (1855–1927), deutscher Verwaltungsjurist
- Fraustadt, Georg (1885–1968), deutscher Philologe
- Fraustadt, Werner (1886–1959), deutscher Verwaltungsbeamter, Übersetzer, Schriftsteller und Bibliophiler
- Frausto Pallares, Juan (* 1941), mexikanischer Geistlicher, emeritierter römisch-katholischer Weihbischof in León

### Fraut
- Frautschi, Alexander Kamillowitsch (1954–2008), russischer Gitarrist
- Frautschi, Angela (* 1987), Schweizer Eishockeyspielerin
- Frautschi, Artur Christianowitsch (1891–1937), russischer Geheimdienstler
- Frautschi, Kamill Arturowitsch (1923–1997), russischer Violinist und Gitarrenpädagoge
- Frautschi, Steven (* 1933), US-amerikanischer theoretischer Physiker

### Frauw
- Frauwallner, Anita (* 1957), österreichische Unternehmerin und Autorin
- Frauwallner, Erich (1898–1974), österreichischer Indologe
- Frauwallner, Helly (* 1958), österreichischer Motocrossfahrer